# 麻奈未
麻奈未（まなみ、1971年12月20日 - ）は、神奈川県出身の女性モデル。株式会社アガペー所属。

## 人物
身長166cm、スリーサイズは、バスト80cm、ウエスト63cm、ヒップ86cm。
2008年3月、carrera（カレーラ）へ移籍

## 主な活動

### テレビコマーシャル
- ミツカン「味ぽん」2005年鍋篇
- ジョンソン・エンド・ジョンソン「バンドエイド、カビも防げるバスクリーナー」
- ブリストルマイヤーズ・ライオン「バファリン」
- ヤクルト「ビフィール」
- 東総信
- イオン「ジャスコ」母の日篇
- ライオン「きれいのミスト」

### 複数媒体
- TOYOTA「プレミオ」美しい朝篇
- アメリカンホームダイレクト
- デビアスダイアモンド「トリロジー」

### 雑誌
- 『美しいキモノ』『婦人画報』アシェット婦人画報社
- 『STORY』『VERY』光文社
- 『Ray』主婦の友社

### テレビドラマ
- CX　ワンダフルライフ
- EX　HAPPY SALVAGE
- CX　プラトニック・セックス
- CX　水曜日の情事
- CX　モナリザの微笑
- CX　ひとつ屋根の下2
- CX　ラブジェネレーション
- CX　Over Time-オーバー・タイム
- NHK-BS 日曜ドラマ　春燈